# David Munson
David Curtiss Munson (Medina, 19 maggio 1884 – Antwerp, 17 settembre 1953) è stato un mezzofondista e siepista statunitense.

## Biografia
Prese parte ai Giochi olimpici di Saint Louis 1904 vincendo la medaglia d'oro nelle 4 miglia a squadre insieme ad Arthur Newton, George Underwood, Paul Pilgrim e Howard Valentine.

## Palmarès
| Anno | Manifestazione  | Sede        | Evento             | Risultato | Prestazione | Note |
| ---- | --------------- | ----------- | ------------------ | --------- | ----------- | ---- |
| 1904 | Giochi olimpici | Saint Louis | 1500 m piani       | 4º        | n/d         |      |
| 1904 | Giochi olimpici | Saint Louis | 2590 m siepi       | 5º/7º     | n/d         |      |
| 1904 | Giochi olimpici | Saint Louis | 4 miglia a squadre | Oro       | 27 p.       |      |